# Harry Libbey

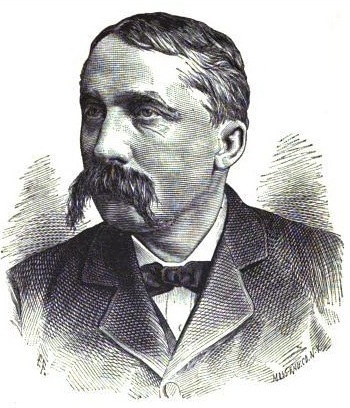
Harry Libbey

Harry Libbey (* 22. November 1843 in Wakefield, Carroll County, New Hampshire; † 30. September 1913 in Hampton, Virginia) war ein US-amerikanischer Politiker. Zwischen 1883 und 1887 vertrat er den Bundesstaat Virginia im US-Repräsentantenhaus.

## Leben
Harry Libbey besuchte die öffentlichen Schulen seiner Heimat. Im Jahr 1863 zog er nach Hampton in Virginia, wo er im Handel arbeitete. 1869 wurde er Richter im Elizabeth City County. Politisch wurde er Mitglied der kurzlebigen Readjuster Party. Bei den Kongresswahlen des Jahres 1882 wurde er im zweiten Wahlbezirk von Virginia in das US-Repräsentantenhaus in Washington, D.C. gewählt, wo er am 4. März 1883 die Nachfolge von John F. Dezendorf antrat. Nach einer Wiederwahl als Kandidat der Republikanischen Partei, der er sich inzwischen angeschlossen hatte, konnte er bis zum 3. März 1887 zwei Legislaturperioden im Kongress absolvieren.
Nach dem Ende seiner Zeit im US-Repräsentantenhaus arbeitete Libbey im Austerngeschäft. Außerdem war er Bezirksvorsitzender der Republikaner in Hampton. Seit 1907 fungierte er dort auch als Posthalter. Diesen Posten bekleidete Libbey bis zu seinem Tod am 30. September 1913.